# Adresarka

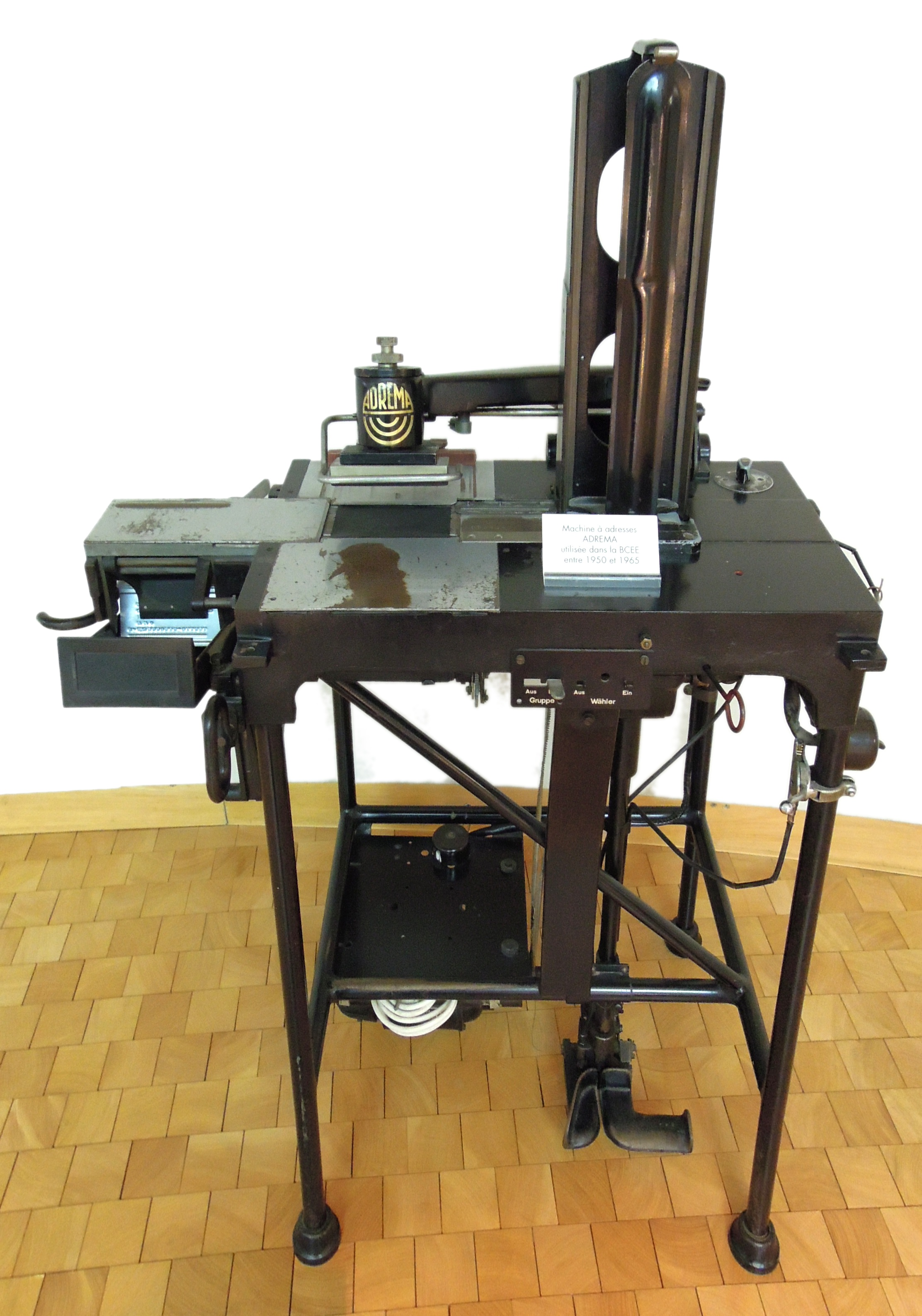
Adresarka

Adresarka, adrema, adresograf, adresator, maszyna adresująca – maszyna do drukowania krótkich tekstów (zwykle adresów) na masowych przesyłkach.
W klasycznej wersji teksty do nadrukowania wytłaczane były na metalowych płytkach (cynkowych lub aluminiowych), wybieranych w adresarce ze specjalnego podajnika. W najnowszych rozwiązaniach jest to rodzaj sterowanej komputerem drukarki typu heavy duty.